# Luca Negri
Luca Negri (Pavia, 4 ottobre 1973) è un ex canoista italiano.

## Biografia
Nato a Pavia nel 1973, a 22 anni ha partecipato ai Giochi olimpici di Atlanta 1996, nel K-4 1000 m insieme ad Andrea Covi, Enrico Lupetti e Ivano Lussignoli, uscendo in semifinale, chiusa al 3º posto con il tempo di 3'03"218 (passavano in finale i primi 2).
Nel 1997 ha ottenuto i suoi maggiori successi: due ori ai Giochi del Mediterraneo di Bari (nel K-2 500 m con Beniamino Bonomi e nel K-2 1000 m con Antonio Rossi), due ori agli europei di Plovdiv (nel K-2 500 m con Beniamino Bonomi e nel K-2 1000 m con Antonio Rossi) e due medaglie ai Mondiali di Dartmouth (nel K-2 500 m con Beniamino Bonomi e nel K-2 1000 m con Antonio Rossi).
L'anno successivo ha ottenuto altre tre medaglie mondiali a Seghedino 1998: nel K-2 500 m con Beniamino Bonomi, nel K-2 1000 m con Antonio Rossi e nel K-4 200 m con Beniamino Bonomi, Ivano Lussignoli e Antonio Rossi.

## Palmarès

### Campionati mondiali
- 5 medaglie:
  - 2 ori (K-2 1000 m a Dartmouth 1997, K-2 1000 m a Seghedino 1998)
  - 3 argenti (K-2 500 m a Dartmouth 1997, K-2 500 m a Seghedino 1998, K-4 200 m a Seghedino 1998)

### Campionati europei
- 2 medaglie:
  - 2 ori (K-2 500 m a Plovdiv 1997, K-2 1000 m a Plovdiv 1997)

### Giochi del Mediterraneo
- 2 medaglie:
  - 2 ori (K-2 500 m a Bari 1997, K-2 1000 m a Bari 1997)